# کالبدشناسی

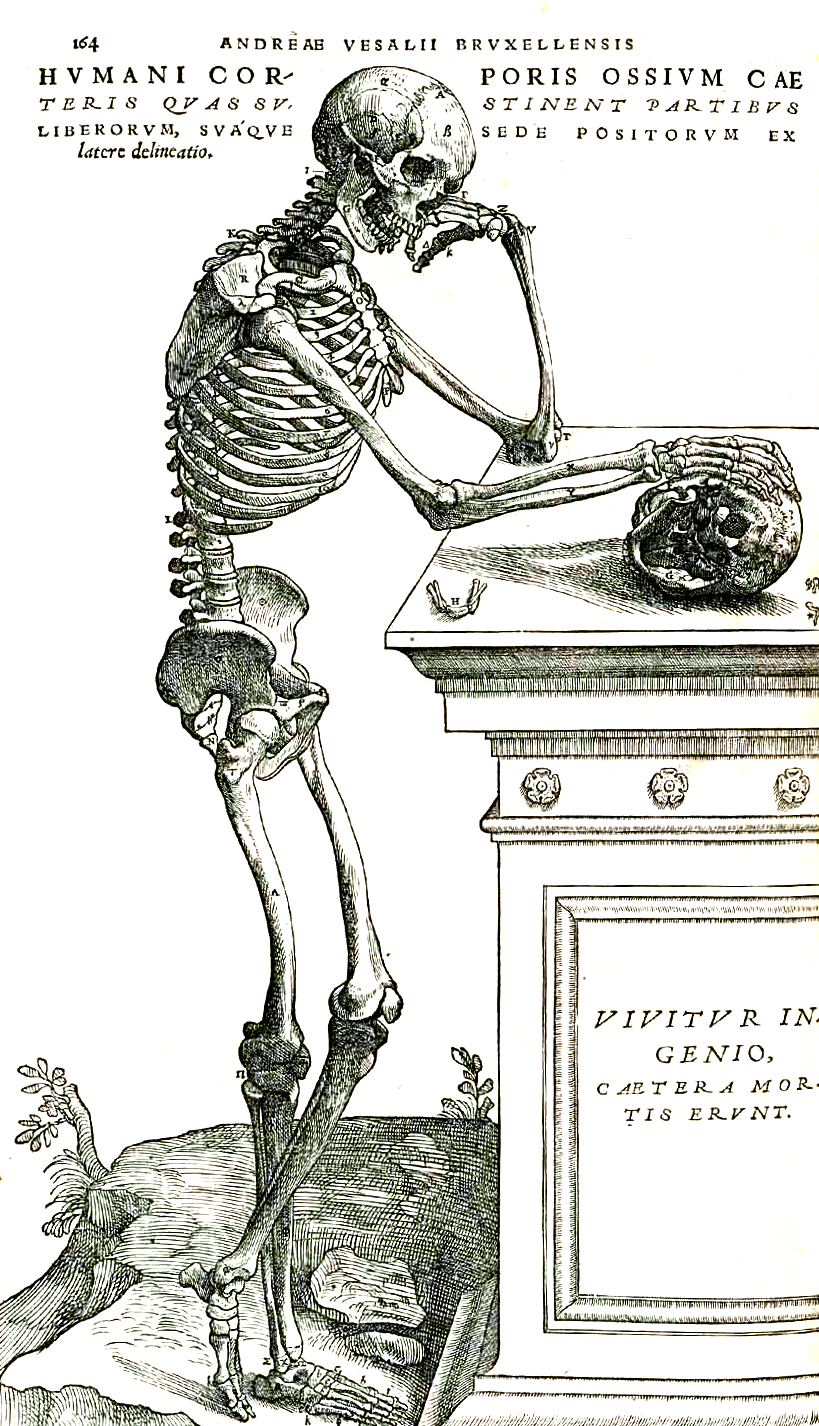

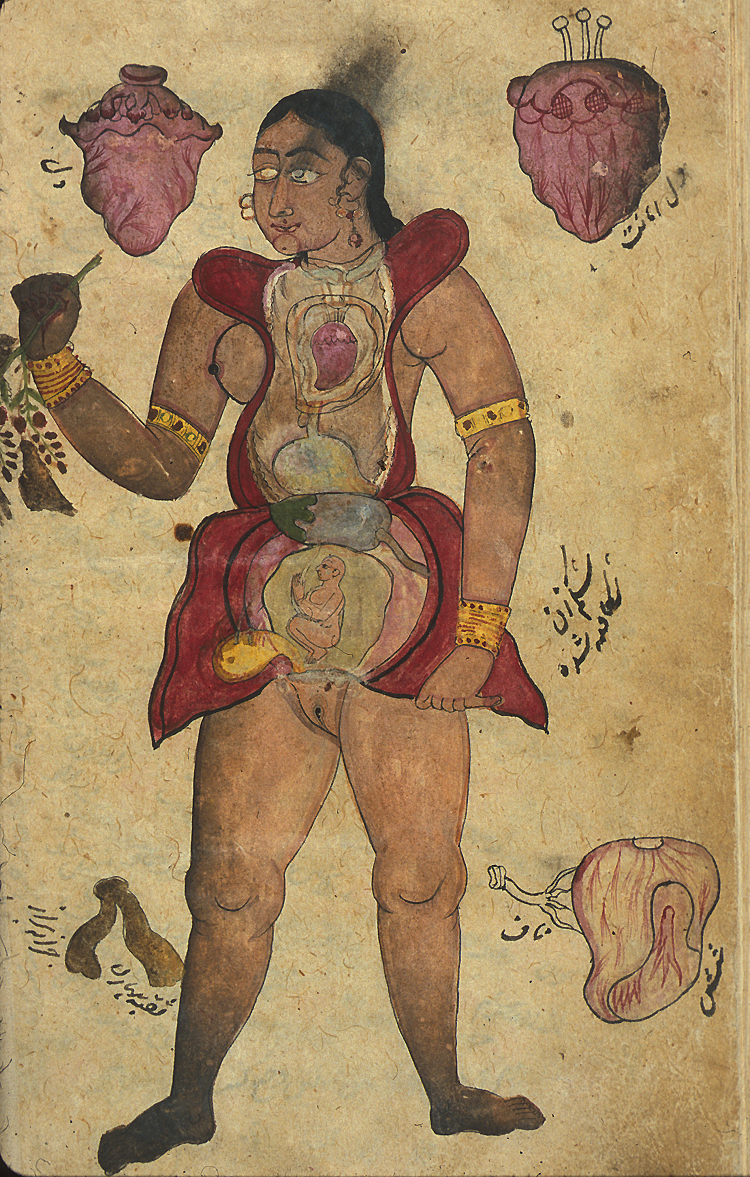
کالبدشناسی یک زن باردار و اعضای بدن آن، اثر میر محمد ارزانی بن میر حاجی مقیم

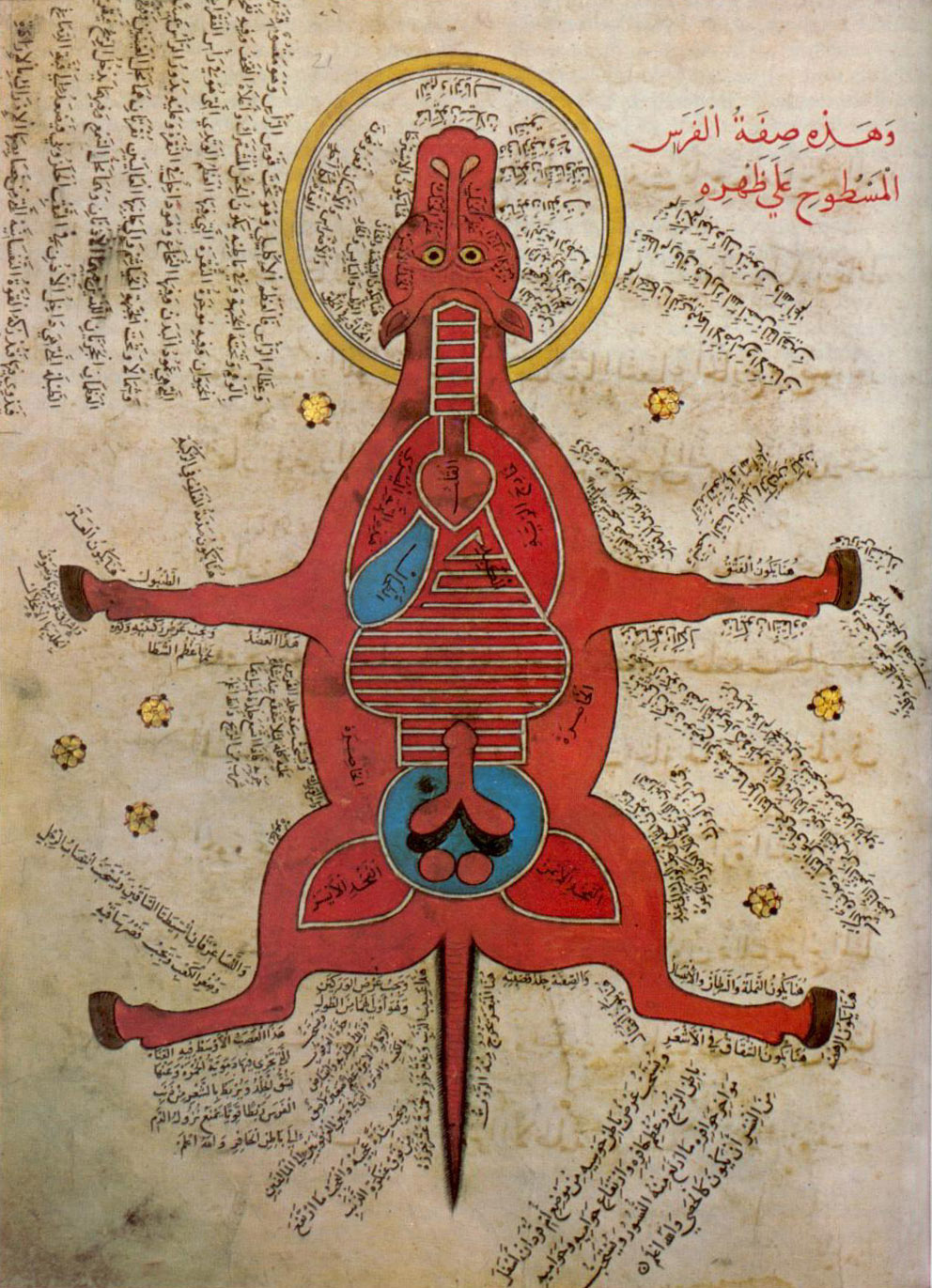
کالبدشناسی اسب حدود یک سده پس از دوران طلایی اسلام. سده ۱۵ (میلادی). این تصویر یک سند مصری است که در کتابخانه دانشگاه استانبول نگهداری می‌گردد.

کالبدشناسی، آناتومی یا تشریح (به انگلیسی: Anatomy)، شاخه‌ای از علوم زیستی است که به بررسی ساختار و شیوهٔ کار بدن جانداران می‌پردازد. زیرشاخه‌های آن، کالبدشناسی انسانی، جانوری و گیاهی است.
یک تعریفِ تقریباً کامل برای کالبدشناسی یعنی شناسایی بخش‌های مختلف بدن و ارتباط ساختمانی آن‌ها با همدیگر است.
به جز کالبدشناسی می‌توان از کلمه تشریح نیز به‌عنوان یک معادل دیگر واژهٔ آناتومی نام برد.
در بعضی از سطوح، اصطلاح آناتومی یا تشریح به جنین‌شناسی (به انگلیسی: Embryology) اشاره دارد و گونه‌شناسی که خود جزئی از زیست تکاملی است. علم تشریح، جزء ضروری و مهمی از علوم پایهٔ پزشکی و دامپزشکی است. تشریح، خود دارای دو جزء ماکروسکوپی (به انگلیسی: Gross Anatomy) و میکروسکوپی یا بافت‌شناسی (به انگلیسی: Histology) است که تشریح ماکروسکوپی تحت عنوان کالبدشناسی است و همان‌طور که از نامش بر می‌آید به تشریح بدن انسان و جانداران دیگر در سطح ماکرو به معنی بزرگ می‌پردازد. تشریح میکروسکوپی به تشریح بدن انسان و دیگر جانوران در سطح میکرو به معنی کوچک می‌پردازد و در علم پزشکی تحت عنوان بافت‌شناسی شناخته می‌شود.
تاریخچه آناتومی به لحاظ پستی‌ها و بلندی‌های شناخت ارگان‌های مختلف بدن (از جهت مخالفت مردم با تشریح) از دیگر علوم متمایز می‌شود. همچنین روند پیشرفت این علم از گذشته-که با پاره‌پاره کردن جسد همراه بود-امروزه به‌طور چشمگیری با کمک ابزارهای رادیولوژی و MRI, ultra sound و… تغییر کرده است.
از شاخه‌های بزرگ کالبدشناسی، کالبدشناسی سنجشی و کالبدشناسی انسان است. کالبدشناسی انسان، از دانش‌های پایه‌ای پزشکی است.

## ریشه واژه
واژه آناتومی یک واژه یونانی ست که از پیشوند -ana (معنی: بالا، رو) و پسوند tomy- از فعل temno (معنی: من برش می‌دهم) گرفته شده و به معنی «با برش باز کردن» است.

## انواع کالبدشناسی
تقسیم‌بندی‌های مختلفی برای کالبدشناسی وجود دارد که هر یک از دیدگاه خاصی ارائه می‌شود؛ به‌طور مثال، می‌توان به انواع کالبدشناسی از نظر نوع دید، اشاره کرد؛ در این تقسیم‌بندی-که به دو بخش کالبدشناسی ماکروسکوپی|کالبدشناسی ماکروسکوپی (آناتومی گروس) و آناتومی میکروسکوپی قابل ارائه است-منظور اصلی در کاربرد یا عدم استفاده از وسایل کمکی در تشریح می‌باشد. کالبدشناسی میکروسکوپی را می‌توان به دو زیر شاخهٔ بافت‌شناسی و جنین‌شناسی تقسیم نمود.
در تقسیم‌بندی مرسوم در آموزش پزشکی، آناتومی به سه زیرشاخه گراس آناتومی (به انگلیسی: Gross Anatomy) با محوریت جسد یا لاشه و ساختارهای قابل مشاهده با چشم، بافت‌شناسی (به انگلیسی: Histology) با محوریت مقاطع تثبیت‌شده بافتی و جنین‌شناسی (به انگلیسی: Embryology) با محوریت شیوه تشکیل اندام‌ها و جنین و رویان تقسیم‌بندی می‌شود.
نوع دیگری از تقسیم‌بندی کالبدشناسی بر اساس عناصر تشریحی می‌باشد که به زبان ساده، عناصر تشریحی را می‌توان شامل استخوان، مفصل، ماهیچه (عضله) و احشا در نظر گرفت؛ بدین ترتیب، کالبدشناسی به چهار بخش استخوان‌شناسی، مفصل‌شناسی، ماهیچه‌شناسی و احشاشناسی تقسیم می‌شود. مراد از احشا اعصاب مرکزی مغز و نخاع شوکی و اعصاب محیطی، قلب و رگ‌های خونی سرخرگ و سیاهرگ، دستگاه گوارش و دستگاه تنفس و دستگاه تناسلی-ادراری و دستگاه لنفاوی می‌باشند.
شرح ساختارهایی که مختص یک گونه از جانداران است، کالبدشناسی اختصاصی (special anatomy) نام دارد؛ مثلاً کالبدشناسی پزشکی (medical anatomy) شاخه‌ای از آناتومی است که در آن، انسان بررسی می‌شود و کالبدشناسی دام‌پزشکی (veterinary anatomy) شاخه‌ای از آناتومی است که در آن، گروه‌های مختلف جانوران بررسی می‌شود.

## جهت‌ها در کالبدشناسی انسان
آن قسمت‌هایی از بدن یا اعضاء که نسبت به اعضای دیگر در جلو قرار گرفته باشند اصطلاحاً می‌گویند آن عضو در سطح پیشین (قدامی، جلویی، Anterior) است و آن اعضاء و قسمت‌هایی از بدن که نسبت به قسمت‌های دیگر در عقب قرار گرفته باشند در سطح پسین (خلفی یا عقبی، posterior) است.
هر عضو یا قسمتی که نسبت به قسمت دیگر در سمت بالاتر قرار گیرد به اصطلاح گفته می‌شود که در قسمت بالایی یا فوقانی (superior) قرار دارد مثل سر نسبت به شانه و بر عکس آن هر عضو یا قسمتی که نسبت به قسمت دیگر در سمت پائین‌تر قرار گیرد، به اصطلاح در قسمت پایینی یا تحتانی (inferior) قرار دارد.
خط میانی (Midline) خطی فرضی می‌باشد که از میان بدن می‌گذرد و آن را به دو قسمت مساوی تقسیم می‌کند. هر عضو که به خط فرضی نزدیک‌تر باشد، درونی یا داخلی (medial) و اگر از خط، دورتر باشد، جانبی یا بیرونی یا خارجی (lateral) است، یا هر عضوی که نسبت به عضو دیگر در قسمت داخل قرار گرفته باشد درونی است؛ مثل قلب نسبت به دست چپ.
اگر دو عضو با هم سنجیده شوند باید از لفظ بالایی و پایینی استفاده کرد؛ ولی اگر قسمت‌هایی از یک عضو با هم سنجیده شوند باید از لفظ نزدینه با ابتدای عضو (proximal) و دورینه یا انتهای عضو (distal) استفاده کرد.